# 劉肇軒
劉肇軒，是前香港荃灣區議會德華選區議員，為民主派政治素人。曾開設精品店，受反對逃犯條例修訂草案運動影響而和其他政治素人組織「自由系」、參選2019年香港區議會選舉並當選，時年30歲。遞交提名時報稱為荃民議政的社區主任。

## 生平
劉肇軒自小開始即有參與七一遊行。他曾開設精品店，但受反對逃犯條例修訂草案運動影響，他認為不可以讓建制派繼續主導區議會，於是毅然關閉精品店，全身投入參選。
2019年8月7日，劉肇軒與同屬荃灣區的謝旻澤、屬葵青區的王天仁、蔡雅文、屬深水埗區的林倩同、冼錦豪、屬沙田區的楊思健、廖栢康共八個當時正考慮參選區議會者向港鐵請願及遞交公開信。他們指，連串發生在港鐵站衝突令人擔心乘港鐵時的安全，要求港鐵透過車站的閉路電視片交代真相，解釋為何港鐵在7月21日及27日於元朗站發生的衝突中未有適時處理及保護乘客，以及香港警務處在7月27日於該站內使用胡椒噴霧時，為何未有安排列車疏散市民，並促請港鐵誠實地檢討事件，向傷者、公眾及受影響的港鐵員工公開道歉。他們也同時要求港鐵為前線員工提供清晰指引以確保未來不會有同樣的失當處理，及在沒有證據證明乘客違法時保證不會向任何機構提供乘客的交通紀錄及個人資料。
同年，劉肇軒與另外二三十個政治素人透過LIHKG討論區等網上平台認識，並組織了「自由系」，準備參加區議會選舉。他在接受Now新聞台採訪時正拍攝宣傳照，並表明其準備參選德華選區。他在10月9日正式遞交提名參選該選區，報稱為荃民議政的社區主任，後來獲編為該選區的2號候選人，時年30歲，終以1964票當選，擊敗於2015年香港區議會選舉於當區自動當選的羅少傑的1756票，連同在楊屋道、荃灣南兩個選區當選的民主派候選人林錫添、陸靈中兩人一同結束建制派壟斷荃灣市中心12年的局面。
| 政党   | 政党     | 候选人    | 票数  | %     | ±                  |
| ------ | -------- | --------- | ----- | ----- | ------------------ |
|        | 社區18   | ①. 羅少傑 | 1,756 | 47.20 | 不適用（自動當選） |
|        | 荃民議政 | ②. 劉肇軒 | 1,964 | 52.80 | 不適用             |
| 多数票 | 多数票   | 多数票    | 208   | 5.59  | 不適用             |

### 當選後
當選後，劉肇軒即與其他荃灣區議會的當選區議員就香港理工大學衝突聯署要求香港警察撤離香港理工大學，並容許各方進入香港理工大學範圍進行人道救援。劉肇軒也與岑敖暉（海濱）、陳劍琴（祈德尊）、易承聰（荃灣西）、謝旻澤（麗濤）四名當選區議員向渠務署遞交聯署信，要求渠務署、海事處及環境保護署等部門在來年區議會成立專責小組，跟進已持續約二十年的荃灣海濱惡臭問題。劉肇軒亦參與了時任香港立法會議員與十八區時任及候任區議員要求政府由公務員加薪議程中抽起警隊作獨立審議的聯署。
2020年1月15日，路政署於荃景圍天橋進行加裝鐵絲網罩工程，荃灣民主派區議員到場視察，劉肇軒批評路政署未有按照既定程序諮詢地區意見，私自進行工程是極不恰當，劉認為路政署應於工程進行前，先諮詢持分者的意見，並於區議會大會討論尋求共識。

## 軼事
劉肇軒在接受now新聞台採訪時表示，他在首次設置街站時表現緊張，拿著麦克风時會不停叫錯，例如在介紹自己的時候無故叫了對手的名字，結果變相為對手宣傳。
競選區議員時，劉肇軒於眾安街和荃灣街市附近掛上了印有「你提名林鄭（月娥參選香港特別行政區行政長官）使香港萬劫不復，還敢出來參選？」和「不要投票機器」等字句，並指着同一選區另一候選人暨時任區議員羅少傑的橫額。他表示，此舉除了能帶動選舉氣氛和給予年青的感覺外，也可以令當區街坊知道羅少傑曾經提名林鄭月娥為香港特別行政區行政長官。

## 資料來源
1. ↑  . 2019 District Council Election. 2019-11-25  [2019-12-30]. （原始内容存档于2020-01-02）.
2. 1 2 3  李八方. . 蘋果日報. 2019-11-01  [2019-11-19]. （原始内容存档于2019-11-09）.
3. ↑  姚國雄. . 蘋果日報. 2019-08-08  [2019-11-19]. （原始内容存档于2020-01-19）.
4. 1 2 3  . Now新聞台. 2019-08-22  [2019-11-19]. （原始内容存档于2021-08-23）.
5. ↑  . 區議會選舉2019. 2019-10-18  [2019-11-19]. （原始内容存档于2020-08-26）.
6. ↑  . 區議會選舉2019. 2019-11-04  [2019-11-19]. （原始内容存档于2021-11-11）.
7. ↑  . 區議會選舉2019. 2019-11-04  [2019-11-19]. （原始内容存档于2020-08-26）.
8. 1 2 3 4  . 區議會選舉2019. 2019-11-25  [2019-11-25]. （原始内容存档于2020-01-14）.
9. 1 2 3  . 區議會選舉2015. 2015-11-23  [2019-12-30]. （原始内容存档于2020-01-14）.
10. ↑  . 立場新聞. 2019-11-25  [2019-12-28]. （原始内容存档于2020-08-26）.
11. ↑  徐嘉蒓. . 香港01. 2019-12-02  [2019-12-28]. （原始内容存档于2019-12-28）.
12. ↑  . 立場新聞. 2019-12-07  [2019-12-28]. （原始内容存档于2019-12-08）.
13. ↑  . 香港獨立媒體網. 2020-01-15  [2020-02-23]. （原始内容存档于2020-02-23）.
14. ↑  . 香港獨立媒體網. 2020-01-15  [2020-01-30]. （原始内容存档于2020-01-16）.

## 外部連結
- 劉肇軒的Facebook專頁（页面存档备份，存于）

| 議會席位      | 議會席位                                              | 議會席位      |
| ------------- | ----------------------------------------------------- | ------------- |
| 前任： 羅少傑 | 荃灣區議會 德華選區區議員 2020年1月1日－2021年7月12日 | 繼任： (懸空) |